# Aire urbaine de Montbrison
L'aire urbaine de Montbrison est une aire urbaine française centrée sur l'unité urbaine de Montbrison, dans la Loire. Composée de 13 communes, elle comptait 27 751 habitants en 2013.

## Composition
| Nom                      | Code Insee | Statut | Superficie (km2) | Population (dernière pop. légale) | Densité (hab./km2) |
| ------------------------ | ---------- | ------ | ---------------- | --------------------------------- | ------------------ |
| Bard                     | 42012      |        | 13,78            | 686 (2022)                        | 50                 |
| Chalain-d'Uzore          | 42037      |        | 8,03             | 668 (2022)                        | 83                 |
| Champdieu                | 42046      |        | 18,2             | 2 035 (2022)                      | 112                |
| Châtelneuf               | 42054      |        | 8,48             | 354 (2022)                        | 42                 |
| Écotay-l'Olme            | 42087      |        | 6,52             | 1 299 (2022)                      | 199                |
| Essertines-en-Châtelneuf | 42089      |        | 15,2             | 660 (2022)                        | 43                 |
| Lérigneux                | 42121      |        | 9,76             | 170 (2022)                        | 17                 |
| Lézigneux                | 42122      |        | 15,04            | 1 747 (2022)                      | 116                |
| Montbrison               | 42147      |        | 16,33            | 16 098 (2022)                     | 986                |
| Pralong                  | 42179      |        | 8,03             | 851 (2022)                        | 106                |
| Saint-Thomas-la-Garde    | 42290      |        | 3,41             | 596 (2022)                        | 175                |
| Saint-Paul-d'Uzore       | 42269      |        | 9,51             | 194 (2022)                        | 20                 |
| Savigneux                | 42299      |        | 19,19            | 3 489 (2022)                      | 182                |

### Évolution de la composition
- 1999 : 11 communes (dont 5 forment le pôle urbain)
- 2010 : 13 communes (dont 6 forment le pôle urbain)
  - Lérigneux et Saint-Paul-d'Uzore ajoutées à la couronne du pôle

## Caractéristiques en 1999
D'après la définition qu'en donne l'INSEE, l'aire urbaine de Montbrison est composée de 11 communes situées dans la Loire. Ses 23 953 habitants font d'elle la 230e aire urbaine de France.
Cinq communes de l'aire urbaine sont des pôles urbains.
Le tableau suivant détaille la répartition de l'aire urbaine sur le département (les pourcentages s'entendent en proportion du département) :
| Département | Communes | Communes (%) | Superficie (km²) | Superficie (%) | Population (1999) | Population (%) |
| ----------- | -------- | ------------ | ---------------- | -------------- | ----------------- | -------------- |
| Loire       | 11       | 3,4          | 132,21           | 2,8            | 23 953            | 3,3            |